# Colibrí fada orellut
El colibrí fada orellut (Heliothryx auritus) és una espècie d'ocell de la família dels troquílids (Trochilidae) que habita la selva humida, horts i poblacions de les terres baixes per l'est dels Andes, al sud i nord-est de Veneçuela i Guaiana, cap al sud, a través de l'est de l'Equador i est del Perú fins al nord de Bolívia i Brasil occidental, central, oriental i septentrional.